# Vlag van oblast Novosibirsk
De vlag van oblast Novosibirsk is in gebruik sinds 10 juli 2003. De vlag bestaat uit vijf verticale strepen van rood, wit, blauw, wit en groen in een verhouding van ongeveer 3:2:1:2:3. Rood symboliseert moed, dapperheid, herinneringen aan de heldenmoed van de Novosiberiërs en de verdediging van het land. Wit staat voor zuiverheid, toewijding en geloof en is de kleur van de Siberische winter. Blauw staat voor de rivier de Ob en de vele meren en rivieren in de regio. Groen staat voor hoop, overvloed, heropleving en vitaliteit en ook voor de natuurlijke schoonheid van het land. In het midden van de witte en blauwe strepen staan elementen uit het wapen van de oblast, waaronder twee zwarte sabels, een waardevol pelsdier dat inheems is in de regio. Ze houden een rond brood vast, een symbool van gastvrijheid - de boeren van Siberië bieden hun gasten traditioneel roggebrood en zout aan. Onder de sabels loopt een smalle lijn van zwart-wit-zwart die de Trans-Siberische spoorlijn symboliseert die door het gebied loopt.